# チベット三州
チベット三州（チベットさんしゅう）は、チベット語で「プー・チョルカ・スム(བོད་ཆོལ་ཁ་གསུམ་, bod chol kha gsum)」と言い、チベット全土（チベット高原）を以下のように三分する、チベットの地理的区分法式の一つ。単に「三州（チョルカ・スム）」とも言う。
1. 「仏法の州 ウーツァン (དབུས་གཙང་ཆོས་ཀྱི་ཆོལ་ཁ་, dbus gtsang chos kyi chol kha) 」…中央チベットとも呼ばれ、中華人民共和国における西蔵自治区（チベット自治区）の大部分。歴史的・伝統的に以下の２地域に分かれる。
  1. ウー
  2. ツァン
2. 「人の州 ドトェ (མདོ་སྟོད་མིའི་ཆོལ་ཁ་, mdo stod mi'i chol kha) 」…歴史的・伝統的にカムとも呼ばれ、中華人民共和国においては、以下の行政区分などから成る。
  1. 西蔵自治区の東部を占めるチャムド地区（昌都地区）
  2. 四川省のカンゼ・チベット族自治州（甘孜州）
  3. 同じく四川省・涼山イ族自治州のムリ・チベット族自治県（木里県）
  4. 雲南省のデチェン・チベット族自治州（迪慶州）
3. 「馬の州 ドメー (མདོ་སྨད་རྟའི་ཆོལ་ཁ་, mdo smad rta'i chol kha) 」… 歴史的・伝統的にアムドとも呼ばれ、中華人民共和国においては、以下の行政区分などから成る。
  1. 青海省の全域
  2. 甘粛省のケンロ・チベット族自治州（甘南州）
  3. 同じく甘粛省・武威市のパリ・チベット族自治県（天祝県）
  4. 四川省のガパ・チベット族チャン族自治州（阿壩州）